# Ray Guy Award
Der Ray Guy Award ist ein seit dem Jahr 2000 vom Augusta Sports Council vergebener Preis für den besten Punter im College Football. Sie ist nach dem Punter Ray Guy, einem ehemaligen Spieler der University of Southern Mississippi, benannt.
Der Gewinner wird von den Trainern der Football Bowl Subdivision, Sport-Informations-Direktoren, Medienvertretern und den ehemaligen Preisträgern des Ray Guy Awards aus einer von der Organisation vorbestimmten Liste von Anwärtern bestimmt. Laut dem CEO des Augusta Sports Council sind die vier Hauptkriterien für eine Nominierung der Anteil der nicht returnten Punts, der durchschnittliche Raumgewinn des Punt Returners, der durchschnittliche Nettoraumgewinn (gepuntete Yards – returnte Yards) und die Anzahl der Punts, die innerhalb der gegnerischen Red Zone endeten. In einem ersten Wahlgang wird aus den Anwärtern eine Gruppe von 3 Finalisten ausgewählt, aus denen dann im zweiten Wahlgang der Gewinner bestimmt wird.

## Preisträger
| Jahr | Gewinner            | College         |
| ---- | ------------------- | --------------- |
| 2000 | Kevin Stemke        | Wisconsin       |
| 2001 | Travis Dorsch       | Purdue          |
| 2002 | Mark Mariscal       | Colorado        |
| 2003 | B. J. Sander        | Ohio State      |
| 2004 | Daniel Sepulveda    | Baylor          |
| 2005 | Ryan Plackemeier    | Wake Forest     |
| 2006 | Daniel Sepulveda    | Baylor          |
| 2007 | Durant Brooks       | Georgia Tech    |
| 2008 | Matt Fodge          | Oklahoma State  |
| 2009 | Drew Butler         | Georgia         |
| 2010 | Chas Henry          | Florida         |
| 2011 | Ryan Allen          | Louisiana Tech  |
| 2012 | Ryan Allen          | Louisiana Tech  |
| 2013 | Tom Hornsey         | Memphis         |
| 2014 | Tom Hackett         | Utah            |
| 2015 | Tom Hackett         | Utah            |
| 2016 | Mitch Wishnowsky    | Utah            |
| 2017 | Michael Dickson     | Texas           |
| 2018 | Braden Mann         | Texas A&M       |
| 2019 | Max Duffy           | Kentucky        |
| 2020 | Pressley Harvin III | Georgia Tech    |
| 2021 | Matt Araiza         | San Diego State |
| 2022 | Adam Korsak         | Rutgers         |
| 2023 | Tory Taylor         | Iowa            |
| 2024 | Eddie Czaplicki     | USC             |